# Гусиное (озеро, Архангельская область)
Гуси́ное — крупнейшее озеро полуострова Гусиная Земля, Южный остров Новой Земли, Архангельская область, Россия. Расположено в 50 км от посёлка Белушья Губа. Площадь — 15,8 км². Площадь водосбора — 299 км².
На южном берегу озера, у места впадения реки Песцовой, расположена охотничья изба. Также избы находятся и на северном берегу.
С запада в озеро впадает небольшая река — Архояха. Озеро сточное, вытекающая река впадает в Губу Литке (Залив Моллера, Баренцево море).
В восточной части расположены несколько островов.
Водится множество рыбы. В период линьки в окрестностях озера скапливаются многочисленные стада гусей.